# Крайниченко Володимир Гаврилович
Крайниченко Володимир Гаврилович (*6 серпня 1925, с. Верхнє, нині у складі Лисичанська Луганської області — †2 травня 1964, Харків) — український театральний режисер, актор, педагог.

## Життєпис
В 1952 р. закінчив Харківський театральний інститут (навчався в М. Крушельницького).
У 1952—1964 р.. працював у Харківському українському драматичному театрі імені Т. Г. Шевченка (з 1963 р. — головний режисер).
У 1957—1964 рр. викладав акторську та режисерську майстерність у Харківському театральному інституті.
Зняв фільм «Мандрівка в молодість» (у співавт., 1957). 
Заслужений діяч мистецтв УРСР (1960). 

## Ролі
- Карп («Лимерівна» П. Мирного, 1952)
- Довбня («Повія» П. Мирного,  1952, 1954)
- Василь Плахотня («Тиха українська ніч» Є. Купченка)
- Міліціонер («День народження» М. Печенізького)
- Іван Грамофонов («Мій друг» М. Погодіна).

## Вистави
- «Лимерівна» П. Мирного (1952);
- «Повія» П. Мирного  (1952, 1954);
- «Назар Стодоля» Т. Шевченка (1953);
- «Перша весна» Г. Ніколаєвої (1955);
- «Коли цвіте акація» М. Винникова (1957);
- «В шуканні радості» В. Розова (1958);
- «Кров людська — не водиця» за М. Стельмахом (1959);
- «Дуенья» Р. Шерідана (1960);
- «Гайдамаки» за Т. Шевченком (1961);
- «Щедрий вечір» В. Блажека(1962);
- «Страшніше ворога» Д. Аля, Л. Ракова (1962);
- «Двоє на гойдалках» В. Ґібсона (1963);
- «Марина» М. Зарудного (1964).